# Strata Diocletiana
La Strata Diocletiana era una via di comunicazione militare del tardo Impero romano, costruita lungo il tratto di limes arabicus (e quindi comprendente forti, fortini e torri di avvistamento), ai tempi dell'Imperatore romano Diocleziano attorno al 298, al termine delle campagne sasanidi di Galerio, la quale rimase in uso fino al VI secolo.
La strada era munita di una lunga serie di fortificazioni, costruite tutte allo stesso modo: si trattava di castra rettangolari con mura molto spesse e con torri sporgenti verso l'esterno. Erano situate normalmente ad un giorno di marcia (ca. 20 miglia romane) le une dalle altre. Il percorso cominciava presso l'Eufrate a Sura, lungo il confine prospiciente il nemico sasanide, e continuava verso sud-ovest, passando prima per Palmira e poi per Damasco e congiungendosi, quindi, con la Via Traiana Nova. Vi era poi una diramazione che si spingeva ad est dell'Hauran, per Imtan, fino all'oasi di Qasr Azraq. Si trattava in sostanza di un sistema continuo di fortificazioni che dall'Eufrate collegava il Mar Rosso presso Aila.